# La Famille Ramdam
Cet article possède un paronyme, voir Ramdam.
La Famille Ramdam est une série télévisée française en 40 épisodes de 26 minutes créée par Christiane Leherissey et diffusée à partir du 15 octobre 1990 sur M6.

## Distribution
- Mehdi El Glaoui : M. Ramdam
- Naima Lamcharki : Mme Ramdam
- Chantal Alves
- Mehdi Benzouai
- Marine Jolivet : La voisine
- Sid Ali Kouiret
- Gérard Lecaillon
- Pascal Librizzi
- Bertrand Liebert
- Maïwenn
- Neil Soud

## Fiche technique
- Scénaristes : Azouz Begag, Farid Boudjellal, Aïssa Djabri, Martine Dugowson, Daniel Scotto, Marc Syrigas, Valérie Taïeb, Philippe Lauro-Baranès ( Directeur d'Ecriture et Scénariste)
- Réalisateurs : Ross Elavy, Christiane Lehérissey, Marco Pauly, Bernard Uzan
- Producteurs : Georges Benayoun et Martine Lheureux ( Ima Production)